# Абаляев, Дмитрий Петрович

Могила на Улыбышевском кладбище

Дми́трий Петро́вич Абаля́ев (13 [26] октября 1914 — 3 октября 1986) — советский офицер, Герой Советского Союза, участник Советско-финской и Великой Отечественной войн.

## Биография
Родился 13 [26] октября 1914 года в селе Ново-Введенское, ныне деревня Кесовогорского района Тверской области. Русский. В 1932 году окончил кооперативный техникум в городе Дмитров Московской области, после чего был председателем Стрелихинского сельсовета Кесовогорского района.
В 1936 году был призван в ряды РККА. В 1939 году вступил в ВКП(б).Участвовал в боях Советско-финской войны, после которой в 1941 году окончил Тбилисское военно-политическое училище.
В боях Великой Отечественной войны с июня 1941 года.
Вечером 26 сентября 1943 года батальон под командованием Дмитрия Абаляева вышел к Днепру и получил задачу переправиться ночью через Днепр. На следующую ночь две созданные десантные группы, одну из которых возглавил Дмитрий Абаляев, на лодках и плотах, связанных из брёвен, досок и дверей от сараев начала форсировать реку.
До середины реки советские солдаты оставались незамеченными, но к правому берегу советских бойцов дошло намного меньше, но оставшиеся солдаты ворвались и выбили гитлеровцев из окопов.
28 сентября 1943 года выжившие солдаты батальона Дмитрия Абаляева, высадившись в районе села Мишурин Рог (Верхнеднепровский район, Днепропетровская область), выбили гитлеровцев с высот № 172,6 и № 156,9 и захватили дорогу, идущую из Мишурина Рога на Куцеваловку.
С потерей важного участка противник не мог смириться и были направлены на батальон Дмитрия Абаляева большое количество пехоты, Тигры, Пантеры и самоходные орудия, против батальона с несколькими пушками-сорокапятками, миномётами с ограниченным запасом боеприпасов.
Этот бой продолжался шесть дней до прибытия помощи, за это время гвардейцы отбили несколько контратак и подбили несколько танков гитлеровцев.
Указом Президиума Верховного Совета СССР «О присвоении звания Героя Советского Союза офицерскому, сержантскому и рядовому составу Красной Армии» от 22 февраля 1944 года за «образцовое выполнение боевых заданий командования при форсировании реки Днепр, развитие боевых успехов на правом берегу реки и проявленные при этом отвагу и геройство» удостоен звания Героя Советского Союза с вручением ордена Ленина и медали «Золотая Звезда».
После окончания Великой Отечественной войны продолжил свою службу в Советской Армии.
В 1965 году вышел в отставку в звании полковника, жил во Владимире.

## Награды
- Медаль «Золотая Звезда» Героя Советского Союза № 3266;
- Орден Ленина
- Орден Отечественной войны 1-й степени
- Орден Отечественной войны 2-й степени
- Орден Красной Звезды
- Медали

## Память
Похоронен на Аллее Славы городского кладбища Улыбышево.
В 2010 году во Владимире на площади Победы была установлена стела с барельефом Абаляева.